# Смерч (фільм, 1988)
«Смерч» — радянський художній фільм 1988 року, знятий режисером Бако Садиковим на кіностудії «Таджикфільм».
Фільм був показаний у програмі «Особливий погляд» Каннського кінофестивалю 1989 року.

## Сюжет
Пустелею мандрує незрозуміле плем'я людей, які називаючи себе Смерчем, потребують не їжі, одягу та крові, а сенсу існування. Істина прихована за обрієм, десь в одній із сторін світу, куди у фіналі розходяться небагато тих, хто вижив.

## У ролях
- Володимир Мсрян — головна роль
- Думітру Фусу — головна роль
- Алі Мухаммад — Тір
- Махмуд Тахірі — Маврут
- Ісфандієр Гулямов — роль другого плану
- А. Нісамбаєва — роль другого плану
- Рустам Уразаєв — роль другого плану
- Б. Нурмагамбетов — роль другого плану
- Бобосаїд Ятімов — роль другого плану
- Г. Карімов — роль другого плану
- Дімаш Ахімов — роль другого плану
- Герман Нурханов — роль другого плану
- Ділором Камбарова — роль другого плану
- Д. Накіпова — роль другого плану
- П. Красічков — роль другого плану
- В. Пономарьова — роль другого плану
- К. Гогунський — роль другого плану
- Рано Кубаєва — роль другого плану
- Фотіма Гулямова — роль другого плану
- Акіла Гулямова — роль другого плану
- Л. Сагадєєва — роль другого плану
- Бахтієр Фідоєв — роль другого плану
- Ірбек Алієв — роль другого плану
- Заріна Хушвахтова — роль другого плану
- С. Собіров — роль другого плану
- Ф. Абдурахманов — роль другого плану
- Шароф Хабібов — роль другого плану
- Міхай Фусу — роль другого плану
- І. Піскунов — роль другого плану
- Бахрам Матчанов — роль другого плану
- Азамат Іргашев — роль другого плану
- Г. Карімова — роль другого плану
- Сейдулла Молдаханов — роль другого плану
- У. Махмадов — роль другого плану
- Мірзомуддін Махмудов — епізод
- Ф. Алімов — епізод
- Курбоналі Хамідов — епізод
- Махамадалі Мухамадієв — епізод

## Знімальна група
- Режисер — Бако Садиков
- Сценаристи — Чингіз Айтматов, Бако Садиков
- Оператор — Ріфкат Ібрагімов
- Композитор — Софія Губайдуліна
- Художник — Шавкат Абдусаламов